# Венделл (Айдахо)
Венделл (англ. Wendell) — місто в окрузі Ґудінґ, штат Айдахо, США. Згідно з переписом 2010 року населення становило 2782 особи, що на 444 особи більше, ніж 2000 року.

## Географія
Венделл розташований за координатами 42°46′29″ пн. ш. 114°42′11″ зх. д. / 42.77472° пн. ш. 114.70306° зх. д. (42.774680, -114.702947).  За даними Бюро перепису населення США в 2010 році місто мало площу 3,53 км², з яких 3,53 км² — суходіл та 0,00 км² — водойми.

## Демографія

### Перепис 2010 року
За даними перепису 2010 року, у місті проживало 2 782 осіб у 978 домогосподарствах у складі 695 родин. Густота населення становила 789,8 ос./км². Було 1 054 помешкання, середня густота яких становила 299,2/км². Расовий склад міста: 74,2 % білих, 0,2 % афроамериканців, 1,4 % індіанців, 0,3 % азіатів, 0,2 % тихоокеанських остров'ян, 21,9 % інших рас, а також 2,0 % людей, які зараховують себе до двох або більше рас. Іспанці та латиноамериканці незалежно від раси становили 35,7 % населення.
Із 978 домогосподарств 40,7 % мали дітей віком до 18 років, які жили з батьками; 53,6 % були подружжями, які жили разом; 10,8 % мали господиню без чоловіка; 6,6 % мали господаря без дружини і 28,9 % не були родинами. 24,7 % домогосподарств складалися з однієї особи, у тому числі 14,4 % віком 65 і більше років. У середньому на домогосподарство припадало 2,83 мешканця, а середній розмір родини становив 3,37 особи.
Середній вік жителів міста становив 31,9 року. Із них 30,6 % були віком до 18 років; 10,2 % — від 18 до 24; 25,5 % від 25 до 44; 19,7 % від 45 до 64 і 14,2 % — 65 років або старші. Статевий склад населення: 51,1 % — чоловіки і 48,9 % — жінки.
Середній дохід на одне домашнє господарство  становив 49 956 доларів США (медіана — 45 438), а середній дохід на одну сім'ю — 50 704 долари (медіана — 50 188). Медіана доходів становила 32 321 долар для чоловіків та 27 303 долари для жінок. За межею бідності перебувало 16,6 % осіб, у тому числі 16,5 % дітей у віці до 18 років та 7,7 % осіб у віці 65 років та старших.
Цивільне працевлаштоване населення становило 1209 осіб. Основні галузі зайнятості: сільське господарство, лісництво, риболовля — 23,9 %, освіта, охорона здоров'я та соціальна допомога — 23,7 %, виробництво — 17,0 %.

### Перепис 2000 року
За даними перепису 2000 року, у місті проживало 2 338 осіб у 835 домогосподарствах у складі 613 родин. Густота населення становила 798,9 ос./км². Було 887 помешкань, середня густота яких становила 303,1/км². Расовий склад міста: 88,92 % білих, 0,04 % афроамериканців, 0,47 % індіанців, 0,21 % азіатів, 0,13 % тихоокеанських остров'ян, 7,78 % інших рас і 2,44 % людей, які зараховують себе до двох або більше рас. Іспанці та латиноамериканці незалежно від раси становили 17,54 % населення.
Із 835 домогосподарств 36,8 % мали дітей віком до 18 років, які жили з батьками; 58,1 % були подружжями, які жили разом; 12,1 % мали господиню без чоловіка, і 26,5 % не були родинами. 22,2 % домогосподарств складалися з однієї особи, у тому числі 10,3 % віком 65 і більше років. У середньому на домогосподарство припадало 2,76 мешканця, а середній розмір родини становив 3,23 особи.
Віковий склад населення: 30,7 % віком до 18 років, 9,6 % від 18 до 24, 23,7 % від 25 до 44, 19,5 % від 45 до 64 і 16,5 % від 65 років і старші. Середній вік жителів — 33 роки. Статевий склад населення: 47,9 % — чоловіки і 52,1 % — жінки.
Середній дохід домогосподарств у місті становив $29 390, родин — $32 377. Середній дохід чоловіків становив $23 750 проти $14 375 у жінок. Дохід на душу населення в місті був $14 169. Приблизно 11,7 % родин і 13,1 % населення перебували за межею бідності, включаючи 19,9 % віком до 18 років і 9,7 % від 65 і старших.